# Síndrome da visão de computador
A síndrome da visão de computador — também conhecida como CVS, do inglês "Computer Vision Syndrome" — é uma condição temporária resultante do foco dos olhos num monitor de vídeo por períodos prolongados e ininterruptos de tempo. Entre os sintomas da CVS incluem-se cefaleias, visão embaçada, dores no pescoço, fadiga, astenopia, secura nos olhos, diplopia e dificuldade em refocar os olhos, Tais sintomas podem ser agravados ainda mais por condições impróprias de iluminação, como excesso de luz, ou por ar movendo-se nos olhos, como um ventilador direcionado para o rosto.
De acordo com o National Institute for Occupational Safety and Health, dos Estados Unidos, a CVS afeta cerca de 90% das pessoas que passam três horas ou mais no computador.

## Patofisiologia
A CVS é causada pela diminuição do reflexo de piscar os olhos enquanto se trabalha durante longos períodos com o foco dos olhos em um monitor de computador. A frequência de piscar os olhos em seres humanos é, normalmente, de 16 a 20 vezes por minuto. Estudos demonstraram que, em pessoas trabalhando continuamente olhando para um monitor, tal taxa chega a cair para 6 a 8 piscadas por minuto, o que leva ao ressecamento dos olhos. Ainda, o esforço de focalizar tão próximo durante tanto tempo exige grande esforço dos músculos dos olhos, o que induz a astenopia e leva a uma sensação de cansaço dos olhos após muitas horas de trabalho. Alguns pacientes apresentam incapacidade de focar em objetos próximos durante um curto período de tempo. Isto pode ser constatado em pessoas com 30 a 40 anos de idade, levando a um decréscimo do mecanismo de acomodação focal do olho, o que pode causar uma presbiopia prematura.

## Terapia
Olho seco é o sintoma mais tratado na terapia da CVS. O uso de umidificadores do olho, feito com soluções de lágrimas artificiais, ajuda a reduzir o efeito da secura dos olhos.
Sintomas de astenopia no olho são responsáveis pela maior parte da morbidez na CVS. Um descanso adequado para os olhos e seus músculos é recomendado para aliviar o desconforto nos olhos. Vários alertas são feitos aos que trabalham com computadores; uma das recomendações mais comuns é piscar os olhos voluntariamente com frequência, outra é olhar para algum objeto distante pela janela, de modo a descansar os músculos ciliares.
Uma frase de efeito comum nos países de língua inglesa é a "regra dos 20-20-20": a cada 20 minutos, focar os olhos em um objeto a 20 pés (6 metros) de distância durante 20 segundos. Outra recomendação comum é fechar os olhos durante 20 segundos, pelo menos a cada meia hora.
A redução na capacidade focal é mitigada utilizando-se lentes com um grau ligeiramente mais alto (de +1,00 a +1,50) do que o recomendado para a visão do paciente. O uso de tais lentes ajuda os pacientes a recuperar a capacidade de focar em objetos próximos. Pessoas que trabalham em outras atividades que também forçam a vista — como bordado ou artesanato —, também podem aliviar tais sintomas utilizando o artifício das lentes com o grau ligeiramente aumentado.